# مينيدو نونس
مينيدو نونس أو ميندو الثالث بالبرتغالية (Mendo Nunes)؛ هو كونت البرتغال قبل الأخير فهو ابن الكونت نونو ألفيتيز والكونتيسة إيلدوارا مينيديس توفي عام 1050 وخلفه ابنه نونو مينيديس هو أخر كونتات المقاطعة الأولى، حيث دخلت ضمن مملكة غاليسيا التي لم تستمر طويلا.